# Man glömmer ingenting
Man glömmer ingenting är en svensk dramafilm från 1942 i regi av Åke Ohberg.

## Handling
Kammarrättsrådet Berthold är gift med Alice. De bor inte längre ihop då Alice utvecklat en svår alkoholism, men de har ändå svårt att skiljas från varandra.

## Om filmen
Filmen hade premiär den 24 november 1942 på Grand i Stockholm.

## Rollista
- Edvin Adolphson - Berthold Segervind, kammarrättsråd
- Gerd Hagman - Nora
- Marianne Löfgren - Alice Segervind, Bertholds fru
- Peter Höglund - Johan Manel, elev vid Torins målarskola
- Viran Rydkvist - Sofi
- Åke Grönberg - Viktor Blom
- Hugo Björne - major Carl Segervind, Noras far
- Julia Cæsar - fröken Kattentitt